# Kuri (Pühalepa)
Kuri − wieś w Estonii, w prowincji Hiuma, w gminie Pühalepa.